# Llano Verde, Santiago Ixtayutla
Llano Verde är en ort i Mexiko.   Den ligger i kommunen Santiago Ixtayutla och delstaten Oaxaca, i den sydöstra delen av landet, 400 km söder om huvudstaden Mexico City. Llano Verde ligger 778 meter över havet och antalet invånare är 545.
Terrängen runt Llano Verde är kuperad norrut, men söderut är den bergig. Runt Llano Verde är det ganska glesbefolkat, med 23 invånare per kvadratkilometer. Närmaste större samhälle är Llano Nuevo, 19,2 km öster om Llano Verde. I omgivningarna runt Llano Verde växer i huvudsak städsegrön lövskog.